# Não-convexidade (economia)
Em economia, a não-convexidade refere-se a violações das suposições de convexidade da economia elementar. Os livros didáticos básicos de economia concentram-se nos consumidores com preferências convexas (que não preferem valores extremos para valores intermediários) e conjuntos de orçamento convexos e em produtores com conjuntos de produção convexos; para modelos convexos, o comportamento econômico previsto é bem compreendido.   Quando hipóteses de convexidade são violadas, muitas das boas propriedades dos mercados competitivos não precisam ser mantidas: assim, a não-convexidade está associada a falhas de mercado,  onde a oferta e demanda diferem ou onde o equilíbrio de mercado pode ser ineficiente.      As economias não-convexas são estudadas com uma análise não-suave, que é uma generalização da análise convexa.   

## Demanda com muitos consumidores
Se um conjunto de preferências não for convexo, alguns preços determinarão uma linha de orçamento que suporte duas cestas ideais separadas. Por exemplo, podemos imaginar que, para os zoológicos, um leão custa tanto quanto uma águia e, além disso, que o orçamento de um zoológico é suficiente para uma águia ou um leão. Podemos supor também que um zelador considera tanto um animal como o outro igualmente valioso. Nesse caso, o zoológico compraria ou um leão ou uma águia. Naturalmente, um zoológico contemporâneo não quer comprar metade de uma águia e metade de um leão. Assim, as preferências do guardião do zoológico não são convexas: o guardião do zoológico prefere que um dos animais tenha qualquer combinação estritamente convexa de ambos. 

Quando as preferências do consumidor têm concavidades, então os orçamentos lineares não precisam suportar um equilíbrio: os consumidores podem saltar entre duas alocações separadas (de utilidade igual).

Quando o conjunto de preferências do consumidor não é convexo, então (para alguns preços) a demanda do consumidor não está conectada; Uma demanda desconectada implica algum comportamento descontínuo do consumidor, como discutido por Harold Hotelling: 
 Se as curvas de indiferença para as compras são consideradas como possuindo um caráter ondulado, convexas à origem em algumas regiões e côncavas em outras, somos forçados a concluir que são apenas as porções convexas à origem que podem ser consideradas como tendo qualquer importância., já que os outros são essencialmente inobserváveis. Eles podem ser detectados apenas pelas descontinuidades que podem ocorrer na demanda com variação nas relações de preço, levando a um salto abrupto de um ponto de tangência ao longo de um abismo quando a linha reta é girada. Mas, embora tais descontinuidades possam revelar a existência de abismos, elas nunca podem medir sua profundidade. As partes côncavas das curvas de indiferença e suas generalizações multidimensionais, se existirem, devem permanecer para sempre na obscuridade imensurável. 
 As dificuldades de estudar as preferências não-convexas foram enfatizadas por Herman Wold  e novamente por Paul Samuelson, que escreveu que as não-convexidades são "encobertas pela escuridão, eterna escuridão..."  assim concordando com Diewert.
Quando as hipóteses de convexidade são violadas, muitas das boas propriedades dos mercados competitivos não precisam ser mantidas: assim, a não convexidade está associada a falhas de mercado, em que oferta e demanda diferem ou onde o equilíbrio de mercado pode ser ineficiente. Preferências não convexas foram primeiramente apresentadas entre 1959 a 1961 por uma sequência de artigos no Journal of Political Economy (JPE). Os principais contribuintes foram Farrell,  Bator,  Koopmans,  e Rothenberg. Em particular, o artigo de Rothenberg discutiu a convexidade aproximada de somas de conjuntos não convexos. Esses jornais JPE estimularam um artigo de Lloyd Shapley e Martin Shubik, que consideraram preferências de consumidores convexas e introduziram o conceito de um "equilíbrio aproximado".  O JPE-papers e o artigo de Shapley-Shubik influenciaram outra noção de "quase-equilíbrio", devido a Robert Aumann. 
Conjuntos não convexos foram incorporados nas teorias dos equilíbrios econômicos gerais. Estes resultados são descritos em livros de nível de graduação de microeconomia,  teoria do equilíbrio geral,  teoria dos jogos,  economia matemática,  e matemática aplicada (para economistas).  O lema de Shapley-Folkman estabelece que as não-convexidades são compatíveis com os equilíbrios aproximados em mercados com muitos consumidores; Esses resultados também se aplicam a economias de produção com muitas pequenas empresas . 

## Oferta com poucos produtores
A não-convexidade é importante sob os oligopólios e especialmente os monopólios. Preocupações com grandes produtores que exploram o poder de mercado deram início a literatura sobre conjuntos não convexos, quando Piero Sraffa escreveu sobre empresas com retornos crescentes de escala em 1926,  após o que Harold Hotelling escreveu sobre o preço de custo marginal em 1938.  Tanto Sraffa quanto a Hotelling expuseram o poder de mercado dos produtores sem concorrentes, estimulando claramente uma literatura sobre o lado da oferta da economia. 

## Economia contemporânea
Pesquisas recentes em economia reconheceram a não-convexidade em novas áreas da economia. Nessas áreas, a não-convexidade está associada a falhas de mercado, em que os equilíbrios não precisam ser eficientes ou onde não existe equilíbrio competitivo porque a oferta e a demanda são diferentes.       Conjuntos não-convexos surgem também com bens ambientais (e outras externalidades ),  e com falhas de mercado,  e economia pública.  Não-convexidades ocorrem também com a economia da informação, e com os mercados de ações  (e outros mercados incompletos).   Tais aplicações continuaram motivando os economistas a estudarem conjuntos não convexos.  Em alguns casos, preços ou negociações não lineares podem superar as falhas dos mercados com preços competitivos; em outros casos, a regulamentação pode ser justificada. 

### Otimização ao longo do tempo
As aplicações mencionadas anteriormente dizem respeito a não-convexidades em espaços vetoriais de dimensão finita, onde os pontos representam pacotes de mercadorias. No entanto, os economistas também consideram problemas dinâmicos de otimização ao longo do tempo, usando as teorias de equações diferenciais, sistemas dinâmicos, processos estocásticos e análise funcional: os economistas usam os seguintes métodos de otimização: 
- cálculo de variações, seguindo Frank P. Ramsey [38] e Harold Hotelling ; [39]
- programação dinâmica, seguindo Richard Bellman e Ronald Howard; [40] [41] e
- teoria de controle . [42]

Nessas teorias, problemas regulares envolvem funções convexas definidas em domínios convexos, e essa convexidade permite simplificações de técnicas e interpretações econômicas significativas dos resultados.    Em economia, a programação dinâmica foi usada por Martin Beckmann e Richard F. Muth para o trabalho sobre teoria de inventário e teoria do consumo.  Robert C. Merton usou a programação dinâmica em seu artigo de 1973 sobre o modelo de precificação de ativos de capital intertemporais. (Veja também o problema do portfólio de Merton). No modelo de Merton, os investidores escolheram entre renda hoje e renda futura ou ganhos de capital, e sua solução é encontrada via programação dinâmica. Stokey, Lucas e Prescott usam programação dinâmica para resolver problemas na teoria econômica, problemas envolvendo processos estocásticos.  A programação dinâmica tem sido usada no crescimento econômico ideal, na extração de recursos, nos problemas do principal agente, nas finanças públicas, no investimento empresarial, na precificação de ativos, no fornecimento de fatores e na organização industrial . Ljungqvist e Sargent aplicam a programação dinâmica para estudar uma variedade de questões teóricas em política monetária, política fiscal, tributação, crescimento econômico, teoria da pesquisa e economia do trabalho. Dixit e Pindyck usaram programação dinâmica para orçamento de capital. Para problemas dinâmicos, as não-convexidades também estão associadas a falhas de mercado, assim como são para problemas de tempo fixo. 

### Análise não suave
Os economistas estudaram cada vez mais conjuntos não convexos com análises não-suaves, o que generaliza a análise convexa. A análise convexa concentra-se em conjuntos convexos e funções convexas, para as quais fornece ideias poderosas e resultados claros, mas não é adequada para a análise de não-convexidades, como os retornos crescentes de escala.  "Não-convexidades na [produção] e no consumo [...] requeriam ferramentas matemáticas que iam além da convexidade, e o desenvolvimento posterior tinha que esperar pela invenção do cálculo não suave": Por exemplo, o cálculo diferencial de Clarke para funções contínuas de Lipschitz, que usa o teorema de Rademacher e que é descrito por Rockafellar & Wets (1998)  e Mordukhovich (2006),  acordo com Khan (2008) .  Brown (1995)  escreveu que a "principal inovação metodológica na análise de equilíbrio geral de empresas com regras de preços" foi "a introdução dos métodos de análise não suave, como uma [síntese] de análise global (topologia diferencial) e [de ] análise convexa ". Segundo Brown (1995), "Non-smooth analysis estende a aproximação local de coletores por planos tangentes [e prolonga] a aproximação análoga de conjuntos convexos por cones tangentes a conjuntos" que podem ser não suaves ou não convexos.  